# Исенбаево
Исенба́ево (тат. Исәнбай) — село в Агрызском районе Татарстана, основанное в первой половине XVII века как деревня (с XX века — село). Является административным центром Исенбаевского сельского поселения и единственным населённым пунктом в его составе. Население по переписи 2021 года — 821 человек. В начале XX века здесь были три мечети и медресе, население достигало 2,3 тысячи человек. Во время Первой мировой войны на фронт было призвано 100 человек. В апреле 1919 года деревня была захвачена войсками Колчака. Более трёхсот жителей села умерло от голода 1921—1922 годов. Во время Великой Отечественной войны в армию было призвано 350 человек, из которых около двухсот человек погибли.

## Этимология
Топоним произошёл от антропонима «Исәнбай».

## География
Село расположено на левом берегу реки Бима, в километре от границы с Удмуртской республикой. Ближайший населённый пункт, деревня Усть-Сакла Каракулинского района Удмуртской республики, расположен в 4,5 км к северо-востоку. Расстояние до административного центра Агрызского района, города Агрыз, составляет 58 км (83 км пути по автодорогам 16К-0005 и 16К-0007). Высота над уровнем моря — 123 м.

### Климат
Климат в селе умеренно-континентальный, Dfb по классификации Кёппена. Средняя температура воздуха — 3,9 °C, среднегодовое количество осадков — 649 мм.
| Показатель                                                                            | Янв.  | Фев.  | Март | Апр. | Май  | Июнь | Июль | Авг. | Сен. | Окт. | Нояб. | Дек.  |
| ------------------------------------------------------------------------------------- | ----- | ----- | ---- | ---- | ---- | ---- | ---- | ---- | ---- | ---- | ----- | ----- |
| Средний суточный максимум, °C                                                         | −9,4  | −8,5  | −1,8 | 8    | 16,9 | 21,2 | 23,8 | 21,7 | 15,2 | 6,8  | −1,2  | −7    |
| Средняя температура, °C                                                               | −11,9 | −11,2 | −4,7 | 3,7  | 12,5 | 17,3 | 20   | 17,9 | 11,8 | 4,3  | −3,2  | −9,2  |
| Средний суточный минимум, °C                                                          | −14,8 | −14,2 | −8,3 | −1,4 | 6,8  | 12,2 | 15,1 | 13,5 | 8,1  | 1,7  | −5,3  | −11,8 |
| Норма осадков, мм                                                                     | 49    | 38    | 42   | 38   | 54   | 69   | 62   | 66   | 62   | 64   | 54    | 51    |
| Источник: Климатические данные городов по всему миру. Дата обращения: 19 апреля 2023. |       |       |      |      |      |      |      |      |      |      |       |       |

## История
Село было основано как деревня приблизительно в первой половине XVII века на землях, пожалованных царем Михаилом Федоровичем Романовым за верную службу русскому государству. По легенде, селение основал человек по имени Исенбай, прибывший со своими родными с противоположного берега реки Камы. Исследователи полагают, что он был выходцем из нократовских татар, из рода Кара бик. Деревня также была известна под названием Яланоч (в переводе с татарского — «поляна»).
В XVIII—XIX веках жители относились к сословиям башкир-вотчинников и государственных крестьян. Основными занятиями жителей были земледелие, скотоводство, хмелеводство, охота, рыболовство, ткачество, пчеловодство, кустарные промыслы (дегтярный и лапотный, а со второй половины XIX века — также производство кирпича). Выращивали рожь, овёс, гречиху, горох, коноплю, лён. Частыми были неурожайные годы.
В 1816 году здесь были учтены 145 мужчин и 147 женщин, в 1834 году — 245 мужчин и 259 женщин из башкир-вотчинников. В 1840 году на 386 башкир было засеяно 140 четвертей озимого и 110 — ярового хлеба. В тот период башкиры-вотчинники Исенбаева активно участвовали в распоряжении своими общинными угодьями и повытьями (находившимися в частном владении каждого домохозяина). Из-за промыслов иногда происходили разбирательства понятыми («сторонними людьми») и третейскими (шариатными) судами.
В «Списке населенных мест по сведениям 1859—1873 годов», изданном в 1876 году, населённый пункт упомянут как казённая деревня Исанбаева 3-го стана Сарапульского уезда Вятской губернии. Располагалась при речке Бише, в 60 верстах от уездного города Сарапула. В деревне в 65 дворах жили 810 человек (413 мужчин и 397 женщин), были мечеть, мельница.
В 1890 году в деревне Исенбай (Яланос) Исенбаевского сельского общества Исенбаевской волости Сарапульского уезда проживало 1640 башкир-вотчинников («татар, принадлежащих к сословию собственников-башкир») в 339 дворах (778 мужчин и 862 женщины наличного приписного населения), которые занимались земледелием (имелось 44,5 десятины усадебной земли, 2580,5 десятины пашни, 300,4 десятины сенокоса и 3882,6 десятины подушного леса, а также 170,9 десятин неудобной земли), скотоводством (184 лошади, 321 голова крупного рогатого скота, 164 овцы, 73 козы), пчеловодством (224 улья в 32 дворах) и хмелеводством (15 тычин в 2 дворах). 195 человек занимались местными промыслами (в основном подённой работой), 10 человек — отхожими. Было 8 грамотных мужчин. Экономическое положение населения было достаточно тяжёлым: 34 % хозяйств были безлошадными, более 40 % хозяйств не имели коров, а около 45 % хозяйств были вынуждены отдавать часть надельной пашни в аренду.
В 1868 году в деревне была открыта одноклассная русско-татарская школа, просуществовавшая лишь год. В 1897 году появилась четырёхклассная русско-башкирская земская школа. По сведениям начала XX века, в деревне действовали волостное правление, три мечети с мектебами при них, медресе, а также две водяные мельницы. Сельская община владела 6977 десятинами земли.
По переписи 1897 года в деревне Исенбаево (Ялан-Уча) проживало 1982 человека (972 мужчины, 1010 женщин), из них 1963 магометанина.
В 1905 году — 2097 жителей (1014 мужчин и 1083 женщины) в 383 дворах.
Во время Первой мировой войны из деревни было мобилизовано 100 мужчин и 100 лошадей. С 1918 года действует татарская начальная школа. Во время Гражданской войны, в апреле 1919 года деревня была захвачена войсками Колчака, жестоко расправившимися с членами комитета бедноты и сельского совета. Более 30 сельчан сражались за советскую власть в составе Азинской дивизии. От голода 1921—1922 годов погибли 316 исенбаевцев, или 13 % населения деревни.
В 1920—1930-е годы здесь действовали школа (с 1931 года — семилетняя, с 1949 года — средняя), клуб (с 1926 года), библиотека (с 1924 года). В 1929 году был создан первый пионерский отряд, а в следующем году были закрыты мечети. Во время массовых репрессий десятки сельчан были отправлены в тюрьмы, лагеря, 21 семья выселена из деревни.
В начале 1930-х годов открылось почтовое отделение, в 1936 году — детский сад, в 1939 году — участковая больница.
В годы Великой Отечественной войны около 350 жителей были мобилизованы на фронт, 200 из них не вернулись домой. Многие были награждены орденами и медалями.
С 1929 года в селе работали колхозы. В первый колхоз «Житэкче» вступило 25 хозяйств, в 1931 году после сплошной коллективизации получивший название колхоз имени Яковлева. Затем он был разделён на колхозы «Комбайн», имени Фрунзе и имени Микояна, объединённые в 1950 году в колхоз имени Фрунзе, переименованный в 1960 году в колхоз «Рассвет». Колхоз занимал передовые позиции в районе. В середине 1960-х годов село было электрифицировано, появились водопроводные колонки. В 1973 году построено новое здание средней школы на 320 мест. В 1995 году колхоз села был преобразован в ООО «Чулпан», с 2006 года — филиал агрофирмы «Ак Барс — Агрыз». В 2000—2004 годах прошла газификация села. С 1930 по 1954 год в селе действовала машинно-тракторная станция, а с 1968 года — кирпичный завод.

### Административная принадлежность
До 1921 года село являлось центром Исенбаевской волости, входившей в  Сарапульский уезд Вятской губернии. С 1921 года перешло в состав Елабужского уезда (с января), Елабужского кантона (с июня), Агрызского кантона (с декабря) ТАССР, с 1924 — в состав Елабужского кантона, с 1928 — в состав Челнинского кантона. С 10 августа 1930 года село находилось в составе Красноборского района, с 28 октября 1960 года — в составе Агрызского района, с 1 февраля 1963 года — в составе Елабужского района; 4 марта 1964 года окончательно вернулось в состав Агрызского района. В 1930 и 1948 годах село являлось центром Исенбаевского сельсовета.

## Население
По переписи 2021 года в селе проживал 821 человек (383 мужчины, 438 женщин), по переписи 2010 года — 977 человек (446 мужчин и 531 женщина). По переписи 2002 года — 1001 житель (456 мужчин и 545 женщин), из них 204 человека были моложе трудоспособного возраста, 461 — в трудоспособном возрасте и 336 — старше трудоспособного возраста.
| 1816 | 1834 | 1859 | 1890 | 1897 | 1905 | 1920 | 1926 | 1938 | 1949 | 1958 | 1970 | 1989 | 2002 | 2010 | 2021 |
| ---- | ---- | ---- | ---- | ---- | ---- | ---- | ---- | ---- | ---- | ---- | ---- | ---- | ---- | ---- | ---- |
| 292  | 504  | 810  | 1640 | 1982 | 2097 | 2323 | 2089 | 2046 | 1565 | 1312 | 1593 | 1117 | 1001 | 977  | 821  |

| 2002 | 2012 | 2013 | 2014 | 2015 | 2016 | 2017 |
| ---- | ---- | ---- | ---- | ---- | ---- | ---- |
| 1001 | ↘965 | ↘943 | ↘912 | ↗921 | ↘919 | ↗928 |
| 2018 | 2019 | 2020 | 2023 | 2024 |      |      |
| ↘916 | ↘895 | ↘874 | ↘800 | ↘778 |      |      |

Национальный состав
По данным переписей населения, в селе проживают татары. По переписи 2002 года их доля составляла 99 %.

## Экономика
До недавнего времени жители работали в основном в сельскохозяйственном смешанном потребительском кооперативе «Дуслык», в агрофирме «Ак Барс — Агрыз», ООО «Навруз», занимаясь большей частью полеводством, молочным скотоводством, овцеводством. Также вблизи села функционируют 250 нефтяных скважин.
В селе работают следующие предприятия:
- КФХ «О. Л. Бадерин»[26]
- Исенбаевский кирпичный завод ООО «Стройкерамика-2»
- Исенбаевское розничное торговое предприятие
- Магазины ИП «Нурмухаметов Ш. М.», ИП «Симаков Р. Ф.», ИП «Самсонова Й. Р.»

## Инфраструктура и транспорт
На территории населённого пункта расположены следующие объекты инфраструктуры:
- Исенбаевская средняя общеобразовательная школа (в 2012 году здесь был проведён капитальный ремонт, по состоянию на 2017 год 15 учителей обучали 80 учеников[13])
- Исенбаевское муниципальное дошкольное образовательное учреждение (здание детского сада было построено в 1980 году[27])
- Исенбаевская участковая врачебная амбулатория (новое здание открылось в 2020 году[28])
- Исенбаевский сельский дом культуры (здание построено в 1974 году и отремонтировано в 2017 году[29])
- Аптечный пункт села Исенбаево № 98
- Отделение Сбербанка 8435/017
- Пожарная часть[6]
- Почтовое отделение № 422222[30]
- Библиотека
- Ветеринарный участок[7]

В селе имеется девять улиц (Береговая, Кирпичная, Ленина, Молодёжная, Октябрьская, Речная, Советская, Трудовая и Школьная). Через село проходит автобусный маршрут «Агрыз — Утяганово». На северной окраине села находится кладбище площадью более 4 га.

## Религиозные объекты
Мечеть (с 1997 года).

## Достопримечательности
Здание волостного правления — памятник гражданской архитектуры, принадлежащий стилю эклектики «кирпичного» направления. Начало XX века (дом Х. Тютеева, 1917 год).

## Известные люди
- Абуллатиф Тутаев — зауряд-хорунжий. Участвовал в Прусской кампании против Франции в 1806—1807 годах в составе 3-го Башкирского полка и в Отечественной войне 1812—1814 годов в составе 6-го Башкирского полка. Являлся кавалером серебряной медали «1812 год»[8].
- Александр Кафисович Тютеев (1912—2001) — советский военный врач и врач-офтальмолог. Врач-окулист Новоторъяльской районной больницы Марийской АССР (1938―1939, 1946―1976). Заслуженный врач Марийской АССР (1963). Кавалер ордена Ленина (1976). Участник Советско-финляндской войны и Великой Отечественной войны.
- Луиза Каримовна Байрамова (1935—2022) — языковед, доктор филологических наук[7].